# 이경애 (1970년)
이경애(李敬愛, 1970년 10월 16일 ~ )은 대한민국의 제6대 전라북도 익산시의원이다.

## 학력
- 인천대학교 일어일문학과 졸업

## 경력
- 원광대학교 노동조합 사무차장
- 민주노총전북본부 교육부장
- 이리공업고등학교 운영위원
- 2010.07 ~ 2014.06 제6대 전라북도 익산시의회 의원
- 2010.07 ~ 2012.07 제6대 전라북도 익산시의원 전반기 의회운영위원회 위원
- 2010.07 ~ 2012.07 제6대 전라북도 익산시의원 전반기 산업건설위원회 위원
- 2012.07 ~ 2014.06 제6대 전라북도 익산시의원 후반기 의회운영위원회 위원
- 2012.07 ~ 2014.06 제6대 전라북도 익산시의원 후반기 산업건설위원회 부위원장
- 2012.07 ~ 2014.06 제6대 전라북도 익산시의원 후반기 예산결산특별위원회 위원
- 심상정 국회의원 노동특보
- 정의당 전북도당 익산시 지역위원회 부위원장
- 정의당 전북도당 중소상공인자영업자위원회 위원장

## 역대 선거 결과
|  | 12.91% |

|  | 6.81% |